# Соколов Максим Анатолійович
Максим Анатолійович Соколов (рос. Максим Анатольевич Соколов; 25 травня 1972, м. Ленінград, СРСР) — російський хокеїст, воротар. Заслужений майстер спорту Росії (2002). Тренер воротарів СКА (Санкт-Петербург).
Вихованець хокейної школи СКА (Санкт-Петербург). Виступав за СКА (Санкт-Петербург), «Сєвєрсталь» (Череповець), «Авангард» (Омськ), «Металург» (Новокузнецьк), ХК ВМФ (Санкт-Петербург), «Трактор» (Челябінськ), «Нафтохімік» (Нижньокамськ).
У складі національної збірної Росії учасник зимових Олімпійських ігор 2006 (2 матчі), учасник чемпіонатів світу 2001, 2002, 2003, 2004, 2005 і 2006 (28 матчів), учасник Кубка світу 2004 (1 матч). 
Досягнення
- Срібний призер чемпіонату світу (2002), бронзовий призер (2005)
- Чемпіон Росії (2004)
- Володар Кубка Шпенглера (2010).